# Arrondissement de Trèves
Pour les articles homonymes, voir Trèves.
L'arrondissement de Trèves est une ancienne subdivision administrative française du département de la Sarre créée le 17 février 1800 et supprimée le 11 avril 1814.

## Composition
Il comprenait les cantons de Bernkastel, Büdlich, Konz, Pfalzel, Sarrebourg, Schweich, Trèves et Wittlich.

## Liens
« L'almanach impérial pour l'année 1810 - Chapitre X : Organisation administrative »